# Seigo Tada
O Grande Mestre Seigo Tada (多田正剛) (Kyoto, Japão, 1922 — 1997) (8ºDan) foi o fundador do estilo Goju-Ryu Seigokan de Karate-Do.

## Biografia
Nasce a 18 de Fevereiro de 1922, em Kyoto, no Japão.
Em 1937 aprende as Artes Marciais internas chinesas (Kempo Chinês) com o Mestre Ching Lou, em Xangai.
Ingressa na Universidade de Ritsumeikan em Kyoto (1939) e no Clube de Karate da mesma. Ali estuda a essência do Goju-ryu Karate-Do com Chojun Miyagi.
Em 1943 é nomeado treinador do Clube de Karate da Universidade. Após a sua graduação, ele criou a Nihon Seigokan Karate-Do Doshikai (SAJKA), a Nihon Karate-Do Goju-Ryu Doshikai e a Nihon Seigokai em Kyoto. Liderou cerca de 120 Dojos da Seigokan e Associações, bem como Clubes de Karate-Do Universitários e Dojos além fronteiras, como Instrutor Chefe e Presidente.
Durante a Guerra, foi membro do Batalhão "Tokotai", com missões suicidas idênticas aos "Kamikaze" (Vento Divino).
Após a Segunda Guerra Mundial (1939 — 1945), faz testes para actor de cinema, conjuntamente com Toshiro Mifune, mas depressa abandona essa carreira.
Em 1952 estabeleceu as regras de competição e desenvolveu o protector original para a cabeça, com o propósito de modernizar o Karate-Do como Desporto e nomeadamente, como futuro Desporto Olímpico.
Em 1964, o Mestre Seigo Tada, foi um dos promotores e executivos da All Japan Karate-Do Federation (JKF) no Distrito de Kansai, no Distrito de Kinki e procedeu à ligação e união das referidas federações distritais.
Com o propósito de expandir o Karate Goju-Ryu Seigokan e visando a transformação do Karate como Desporto Olímpico, viaja para o estrangeiro e envia instrutores, criando Associações (Branches) da Seigokan em Hong-Kong, Macau, Brasil, Portugal, Estados Unidos, Canadá, Austrália, Itália, Filipinas, Singapura, Índia, Sri-Lanka e Ceilão.
Nessa época, a Seigokan era a maior Associação (Kai-Ha) de Goju-Ryu no Japão, com mais de 200.000 membros.
Em 1981 ganhou a Medalha de Mérito Atlético da Prefeitura de Hyogo.
Após a sua súbita morte, de enfarte do miocárdio, em 1997, a Srª Drª Okamoto Michiko (Seigo Tada II), sua esposa, sucedeu-o na Presidência da All Japan Seigokan Karate-Do Association (SAJKA) e mais recentemente Akira Soke (Seigo Tada III), preside aos destinos daquela Associação.

## Cargos Exercidos
- Fundador, Presidente e Instrutor Chefe da All Japan Seigokan Karate-Do Association (SAJKA).
- Membro do Comité de Instrutores e Membro Executivo na Federação Japonesa de Karate (JKF).
- Director da Japan Karate-Do Federation (JKF).
- Director-Chefe da Federação de Karate do Distrito de Kansai.
- Director-Chefe da Federação de Karate do Distrito de Kinki.
- Director-Chefe, VP e Presidente Executivo da Federação de Karate da Prefeitura de Hyogo.

## Competições oficiais
- Árbitro: 1º Torneio do Campeonato de Karate-do do Japão (1969)

- Torneio do Campeonato de Karate-do em Osaka (1970)

- Director: 1º Torneio Mundial de Karate-do (WUKO) em Tóquio (1970)

- Árbitro: 2º Torneio do Campeonato de Karate-do do Japão  (1971)

- Árbitro: 2º Torneio Mundial de Karate-do (WUKO) em Paris (1972)

- Árbitro Principal: 3º Torneio do Campeonato de Karate-do do Japão (1973)

- Árbitro: 1º Torneio de Campeonato do Karate-Do da Ásia e do Pacífico (APUKO) em Singapura (1973)